# Christian Scheuber

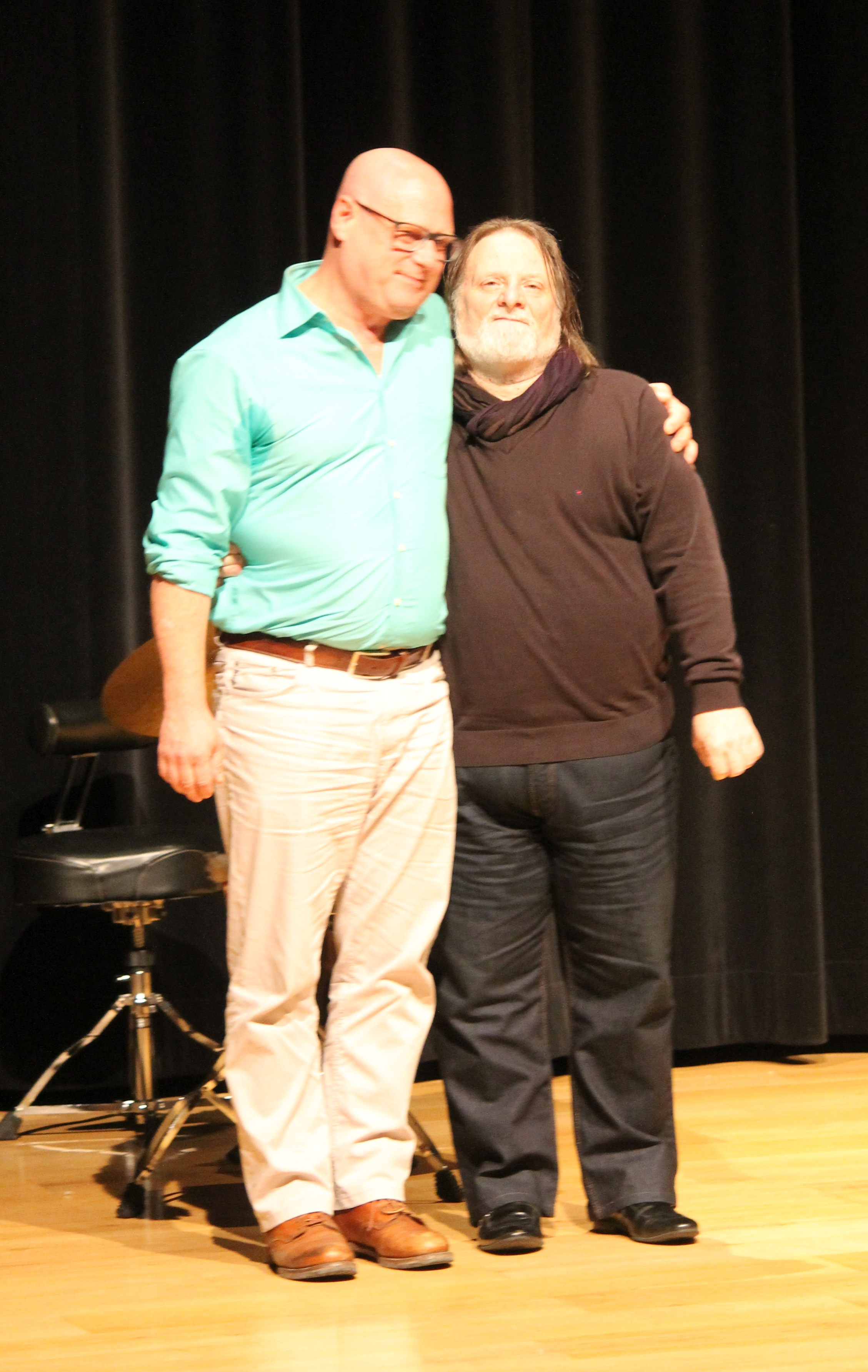
Christian Scheuber (links, mit Richie Beirach 2015)

Christian Scheuber (* 11. November 1960; † 20. Juni 2021) war ein deutscher Jazzmusiker (Schlagzeug, Perkussion, Komposition).

## Leben und Wirken
Christian Scheuber lernte zunächst Flöte und sammelte Erfahrung in Bigbands sowie im Sinfonieorchester. Mit 16 Jahren wechselte er zum Schlagzeug, mit dem er schon früh erste Preise auf Landesebene errang. Anfang der 1980er Jahre war er Solist bei der Uraufführung eines Werkes von Wolfgang Hofmann für Schlagzeug und Streichorchester. Er wurde Mitglied in der Landesjugendbigband Rheinland-Pfalz. Seinen Wehrdienst leistete er als Trommler im Luftwaffenmusikkorps ab. Von 1982 bis 1988 studierte Scheuber an der Swiss Jazz School in Bern bei Billy Brooks. Während des Studiums spielte er Tourneen und Festivalauftritte in Europa mit dem City West Quartett, mit dem er bis 1994 drei Alben veröffentlichte. Von 1992 bis 2000 gehörte er zum Trio von Andrey Kondakov und bereiste mit ihm als erster zu einer russischen Band gehörender Europäer die UdSSR bzw. die GUS Staaten und Russland. Nachdem er 1991 von einem Aufenthalt in New York zurückgekehrt war, schloss er sich mit Reiner Witzel, Andrey Kondakov, Olivier Ker Ourio, Igor Butman und Vladimir Volkov zur Band Interjazz zusammen, die viele Konzerte in Westeuropa, den GUS-Staaten und den USA bestritt. Die Rhythmusgruppe der Band war 1998 mit dem Hornisten Arkady Shilkloper in Norwegen unterwegs; das Album des Projektes erhielt gute Kritiken und wurde 1999 mit dem „Jazz-Ear-Award“ ausgezeichnet.
2000 gründete Scheuber seine erste Band, Clara’s Smile, mit der ein Album für Double Moon Records entstand. Einen Kompositionsauftrag der Stadt Ludwigshafen nahm er 2001 zum Anlass, um mit Frank Runhof die Bigband Kicks n’ Sticks zu gründen. Seit 2001 gehörte Scheuber mit Markus Schieferdecker zum Extreme Trio von Regina Litvinova. Reiner Witzel holte ihn 2009 in sein Trio Drei im roten Kreis. Mit Litvinova gehörte er dem Trio von Richie Beirach an. Auch spielte er in der Concert Band seines ehemaligen Schülers Tobias Frohnhöfer.
Zudem arbeitete Scheuber als Dozent an der Jazz- und Pop-Abteilung der Musikschule der Stadt Ludwigshafen am Rhein. Auf seinem Gehöft in der pfälzischen Gemeinde Heßheim lebte Scheuber mit seinen Trio-Kollegen Richie Beirach und Regina Litvinova in einer Künstler-WG. Scheuber erlag im Juni 2021 den Folgen einer Krebserkrankung.

## Diskographische Hinweise
- Witzel/Beirach/Scheuber/Oetz live (Jazzsick Records 2020)
- Regina Litvinova Jazzsuite Shapes of 4 (2016, mit Casey Benjamin, David Nelson, Jean-François Michel, Yves Torchinsky)
- Drei im roten Kreis Nomansland (Jazznarts Records 2013 mit Joscha Oetz)
- Extreme Trio feat. Alex Sipiagin Grizzlies (Jazz’n Arts Records 2005, mit Markus Schieferdecker, sowie Reiner Witzel und Claus Kießelbach)
- Christian Scheuber: Clara’s Smile (Double Moon Records 2001, mit Reiner Witzel, Olivier Ker Ourio, Andrei Kondakov, Paul Bollenback, James Genus)
- Interjazz: From Moscow to Paris (Pao Records 2000)
- Shilkloper – Kondakov – Volkov – Scheuber: Live in Norway (Boheme Music 1998)
- City West Quartet Chatterbox (Brambus 1991, mit Rolf Häsler, Stephan Urwyler, Johannes Schaedlich)